# Подзирук, Виктор Семёнович
Ви́ктор Семёнович Подзиру́к (род. 9 июня 1944) — советский военный, государственный деятель.

## Биография
Родился в деревне Соколово Ирбитского района Свердловской области в 1944 году.
Окончил Челябинское военное авиационное краснознаменное училище штурманов. Проходил службу в городе Тарту. Во время службы окончил факультет журналистики Тартуского университета. Затем проходит учёбу в Военно-воздушную академию имени Гагарина. В 1981 году заочно поступил в адъюнктуру академии, а в 1985 году стал кандидатом военных наук. Участвовал в военных действиях в Эфиопии и Сомали.
Был народным депутатом СССР. На выборах ему удалось обыграть командующего группой советских войск в Германии Бориса Снеткова. В Верховном Совете СССР был членом Комитета Верховного Совета СССР по вопросам обороны и государственной безопасности, членом Межрегиональной депутатской группы.
Входил в состав комиссии по расследованию ГКЧП. После перестройки ушел на пенсию в звании полковника и уехал жить в Иваново, откуда был избран депутатом. Является членом партии Патриоты России.
В 2011 году по Ивановской региональной группе от неё баллотировался в Государственную думу.